# Józef Klukowski

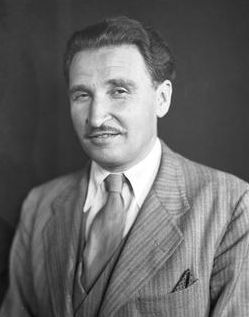
Józef Klukowski im Jahr 1936

Józef Klukowski (* 2. Januar 1894 in Repelka, Bezirk Grodno; † 1945 in Ravensbrück) war ein polnischer Bildhauer.

## Leben
Józef Klukowski besuchte als Kadett die „Michajlow-Schule der Artillerie“ und wurde Berufsoffizier in der Kaiserlich Russischen Armee. Nach der polnischen Unabhängigkeit 1918 war er Soldat der Polnischen Armee und in Toruń stationiert. Ab 1919 studierte er an der Akademie der Bildenden Künste Warschau und ab 1922 an der Akademie der Bildenden Künste Krakau. Von 1928 bis 1931 hielt er sich in Paris auf und kehrte dann nach Polen zurück.
Klukowski formte vor allem Skulpturen und Reliefs, daneben aber auch Masken, Medaillen, Accessoires und Alltagsgegenstände.
Klukowski nahm 1932 mit der Plastik Wieńczenie zawodnika (Sport Sculpture II oder Die Krönung des Siegers) an den Kunstwettbewerben der Olympischen Sommerspiele in Los Angeles teil und gewann im Wettbewerb „Reliefs und Medaillen“ die Goldmedaille. 1936 gewann er im Wettbewerb „Reliefs“ bei den Kunstwettbewerben der Olympischen Sommerspiele in Berlin mit Piłkarze (Fußballspiel) die Silbermedaille. Für die Weltausstellung 1939 in New York formte er neun Plastiken. Kurz vor dem deutschen Überfall auf Polen erhielt er einen Auftrag für Plastiken in den Bahnhöfen der geplanten Warschauer U-Bahn.
Klukowski wurde 1944 während des Warschauer Aufstandes von den Deutschen verhaftet und in das KZ Ravensbrück deportiert. Bei der Evakuierung wurde er getötet. Anderen Quellen zufolge starb er am 29. April 1945 während des Transports vom KZ Sachsenhausen in das KZ Bergen-Belsen.

## Erinnerung
Im Jahr 2000 wurde die vermisst geglaubte, preisgekrönte Plastik aus dem Jahr 1932 in der Trophäensammlung des 1993 verstorbenen polnischen Skispringers Stanisław Marusarz entdeckt, als ihm zu Ehren eine Ausstellung im Sport- und Tourismus-Museum in Warschau organisiert wurde. Möglicherweise hatte Marusarz die Plastik erhalten, als er 1939 von den Lesern der Zeitung Przegląd Sportowy zum besten polnischen Sportler des Vorjahres gewählt worden war.